# Monti Aberdare
I monti Aberdare sono una catena montuosa di origine vulcanica che si estende per circa 160 km in direzione nord-sud nella parte centro-occidentale del Kenya, a nord di Nairobi. La catena si estende per oltre 125 chilometri da Nyahururu nel nord a Limuru nel sud. È la terza montagna più alta del Kenya, con due picchi principali, Ol Donyo Lesatima (noto anche come Sattima) e Kinangop, che raggiungono, rispettivamente, altitudini di 3.999 e 3.906 metri slm. Il versante orientale dell catena presenta una morfologia che  degrada gradualmente verso est, mentre, al contrario, il lato occidentale scende lungo imponenti scarpate verso la Rift Valley di cui costituisce parte del limite orientale.
Parte della catena ricade all'interno del Parco nazionale di Aberdare, istituito nel 1950.